# یو یونگ-هوی
یو یونگ-هوی (انگلیسی: Yu Jong-hui؛ زادهٔ ۲۱ مارس ۱۹۸۶) بازیکن فوتبال زن اهل کره شمالی بود.
وی همچنین در تیم ملی فوتبال زنان کره شمالی بازی کرده است.